# 1486 Marilyn
1486 Marilyn (1938 QA) là một tiểu hành tinh vành đai chính được phát hiện ngày 23 tháng 8 năm 1938 bởi E. Delporte ở Uccle.